# Album al numero uno della classifica FIMI nel 2005
La presente lista elenca gli album che hanno raggiunto la prima posizione nella classifica settimanale italiana Artisti, stilata durante il 2005 dalla Federazione Industria Musicale Italiana, in collaborazione con Nielsen.
| Settimana    | Settimana    | Album                             | Artista            | Settimane consecutive | Settimane totali | Fonte  |
| Inizio       | Fine         | Album                             | Artista            | Settimane consecutive | Settimane totali | Fonte  |
| ------------ | ------------ | --------------------------------- | ------------------ | --------------------- | ---------------- | ------ |
| 7 gennaio    | 13 gennaio   | Best of Blue                      | Blue               | 6                     | 7                | [ 1 ]  |
| 14 gennaio   | 20 gennaio   | Greatest Hits                     | Robbie Williams    | 1                     | 3                | [ 2 ]  |
| 21 gennaio   | 27 gennaio   | Bula bula                         | Mina               | 1                     | 1                | [ 3 ]  |
| 28 gennaio   | 3 febbraio   | Crescendo e cercando              | Claudio Baglioni   | 1                     | 1                | [ 4 ]  |
| 4 febbraio   | 10 febbraio  | It's Time                         | Michael Bublé      | 1                     | 8                | [ 5 ]  |
| 11 febbraio  | 17 febbraio  | Convivendo - Parte II             | Biagio Antonacci   | 3                     | 3                | [ 6 ]  |
| 18 febbraio  | 24 febbraio  | Convivendo - Parte II             | Biagio Antonacci   | 3                     | 3                | [ 7 ]  |
| 25 febbraio  | 3 marzo      | Convivendo - Parte II             | Biagio Antonacci   | 3                     | 3                | [ 8 ]  |
| 4 marzo      | 10 marzo     | It's Time                         | Michael Bublé      | 7                     | 8                | [ 9 ]  |
| 11 marzo     | 17 marzo     | It's Time                         | Michael Bublé      | 7                     | 8                | [ 10 ] |
| 18 marzo     | 24 marzo     | It's Time                         | Michael Bublé      | 7                     | 8                | [ 11 ] |
| 25 marzo     | 31 marzo     | It's Time                         | Michael Bublé      | 7                     | 8                | [ 12 ] |
| 1º aprile    | 7 aprile     | It's Time                         | Michael Bublé      | 7                     | 8                | [ 13 ] |
| 8 aprile     | 14 aprile    | It's Time                         | Michael Bublé      | 7                     | 8                | [ 14 ] |
| 15 aprile    | 21 aprile    | It's Time                         | Michael Bublé      | 7                     | 8                | [ 15 ] |
| 22 aprile    | 28 aprile    | Devils & Dust                     | Bruce Springsteen  | 1                     | 1                | [ 16 ] |
| 29 aprile    | 5 maggio     | Terrestre                         | Subsonica          | 1                     | 1                | [ 17 ] |
| 6 maggio     | 12 maggio    | 4ever Blue                        | Blue               | 1                     | 1                | [ 18 ] |
| 13 maggio    | 19 maggio    | Buon sangue                       | Jovanotti          | 2                     | 2                | [ 19 ] |
| 20 maggio    | 26 maggio    | Buon sangue                       | Jovanotti          | 2                     | 2                | [ 20 ] |
| 27 maggio    | 2 giugno     | Don't Believe the Truth           | Oasis              | 1                     | 1                | [ 21 ] |
| 3 giugno     | 9 giugno     | X&Y                               | Coldplay           | 3                     | 3                | [ 22 ] |
| 10 giugno    | 16 giugno    | X&Y                               | Coldplay           | 3                     | 3                | [ 23 ] |
| 17 giugno    | 23 giugno    | X&Y                               | Coldplay           | 3                     | 3                | [ 24 ] |
| 24 giugno    | 30 giugno    | TuttoMax                          | Max Pezzali + 883  | 10                    | 10               | [ 25 ] |
| 1º luglio    | 7 luglio     | TuttoMax                          | Max Pezzali + 883  | 10                    | 10               | [ 26 ] |
| 8 luglio     | 14 luglio    | TuttoMax                          | Max Pezzali + 883  | 10                    | 10               | [ 27 ] |
| 15 luglio    | 21 luglio    | TuttoMax                          | Max Pezzali + 883  | 10                    | 10               | [ 28 ] |
| 22 luglio    | 28 luglio    | TuttoMax                          | Max Pezzali + 883  | 10                    | 10               | [ 29 ] |
| 29 luglio    | 4 agosto     | TuttoMax                          | Max Pezzali + 883  | 10                    | 10               | [ 30 ] |
| 5 agosto     | 11 agosto    | TuttoMax                          | Max Pezzali + 883  | 10                    | 10               | [ 31 ] |
| 12 agosto    | 18 agosto    | TuttoMax                          | Max Pezzali + 883  | 10                    | 10               | [ 32 ] |
| 19 agosto    | 25 agosto    | TuttoMax                          | Max Pezzali + 883  | 10                    | 10               | [ 33 ] |
| 26 agosto    | 1º settembre | TuttoMax                          | Max Pezzali + 883  | 10                    | 10               | [ 34 ] |
| 2 settembre  | 8 settembre  | A Bigger Bang                     | The Rolling Stones | 2                     | 2                | [ 35 ] |
| 9 settembre  | 15 settembre | A Bigger Bang                     | The Rolling Stones | 2                     | 2                | [ 36 ] |
| 16 settembre | 22 settembre | Nome e cognome                    | Ligabue            | 3                     | 4                | [ 37 ] |
| 23 settembre | 29 settembre | Nome e cognome                    | Ligabue            | 3                     | 4                | [ 38 ] |
| 30 settembre | 6 ottobre    | Nome e cognome                    | Ligabue            | 3                     | 4                | [ 39 ] |
| 7 ottobre    | 13 ottobre   | Iguana cafè                       | Pino Daniele       | 1                     | 1                | [ 40 ] |
| 14 ottobre   | 20 ottobre   | Playing the Angel                 | Depeche Mode       | 1                     | 1                | [ 41 ] |
| 21 ottobre   | 27 ottobre   | Intensive Care                    | Robbie Williams    | 1                     | 1                | [ 42 ] |
| 28 ottobre   | 3 novembre   | Calma apparente                   | Eros Ramazzotti    | 2                     | 3                | [ 43 ] |
| 4 novembre   | 10 novembre  | Calma apparente                   | Eros Ramazzotti    | 2                     | 3                | [ 44 ] |
| 11 novembre  | 17 novembre  | Confessions on a Dance Floor      | Madonna            | 1                     | 1                | [ 45 ] |
| 18 novembre  | 24 novembre  | Il dono                           | Renato Zero        | 4                     | 5                | [ 46 ] |
| 25 novembre  | 1º dicembre  | Il dono                           | Renato Zero        | 4                     | 5                | [ 47 ] |
| 2 dicembre   | 8 dicembre   | Il dono                           | Renato Zero        | 4                     | 5                | [ 48 ] |
| 9 dicembre   | 15 dicembre  | Il dono                           | Renato Zero        | 4                     | 5                | [ 49 ] |
| 16 dicembre  | 22 dicembre  | In direzione ostinata e contraria | Fabrizio De André  | 1                     | 2                | [ 50 ] |
| 23 dicembre  | 29 dicembre  | Il dono                           | Renato Zero        | 1                     | 5                | [ 51 ] |

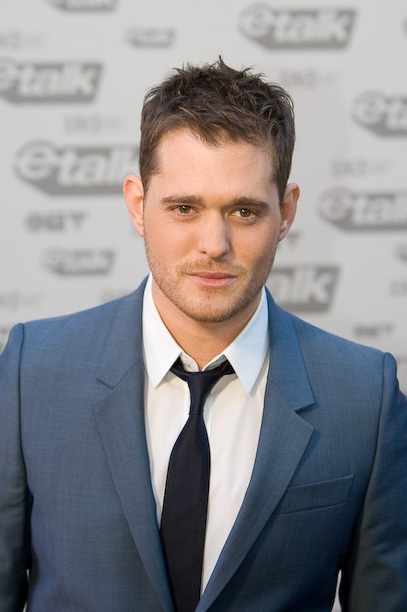
Il primo album di Michael Bublé alla numero 1 in Italia fu It's Time

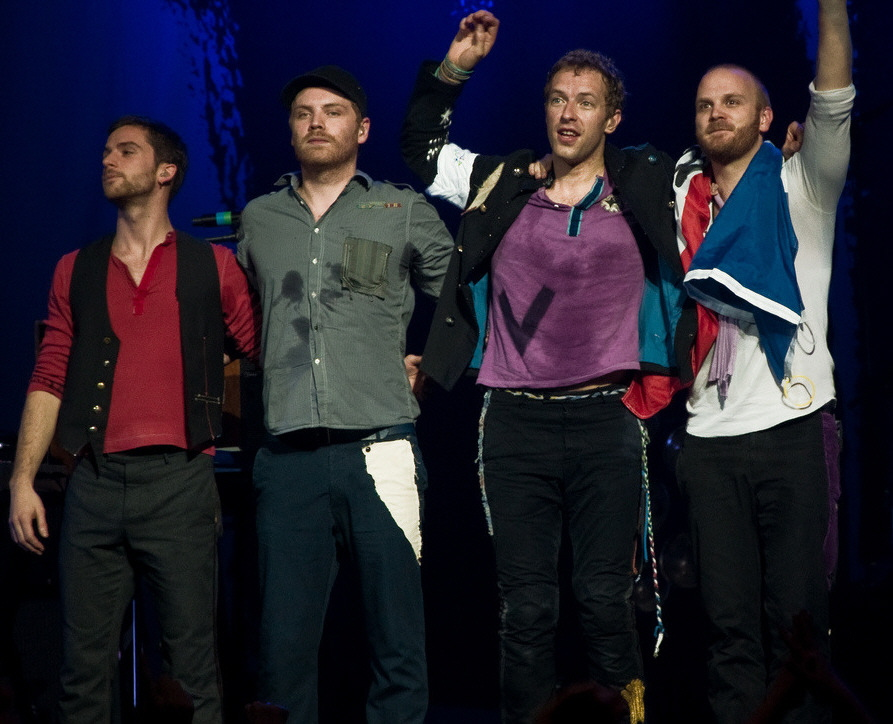
X&Y dei Coldplay risulta il best seller mondiale del 2005

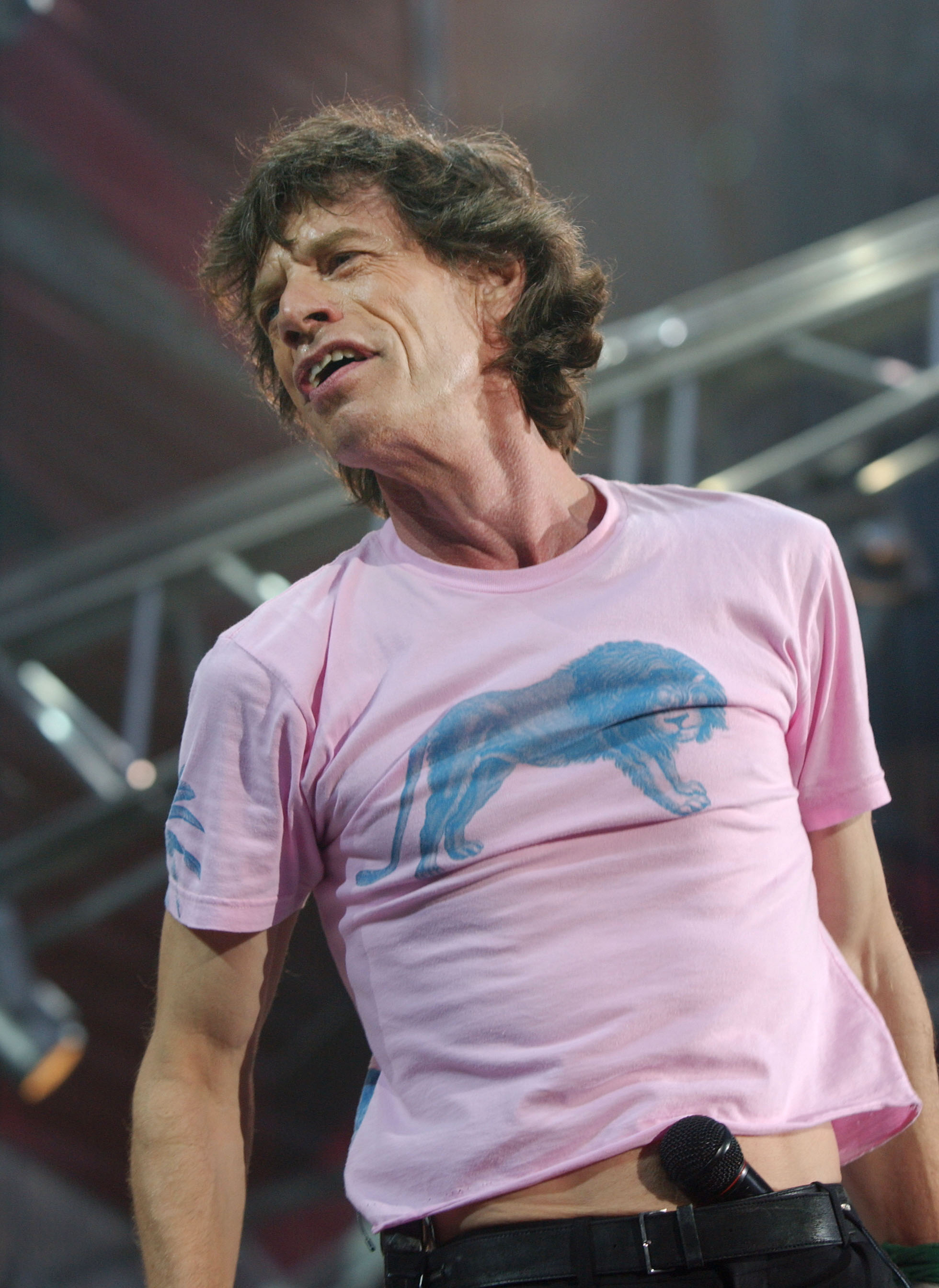
Mick Jagger dei Rolling Stones. Il loro album di studio A Bigger Bang esce a otto anni di distanza dal precedente

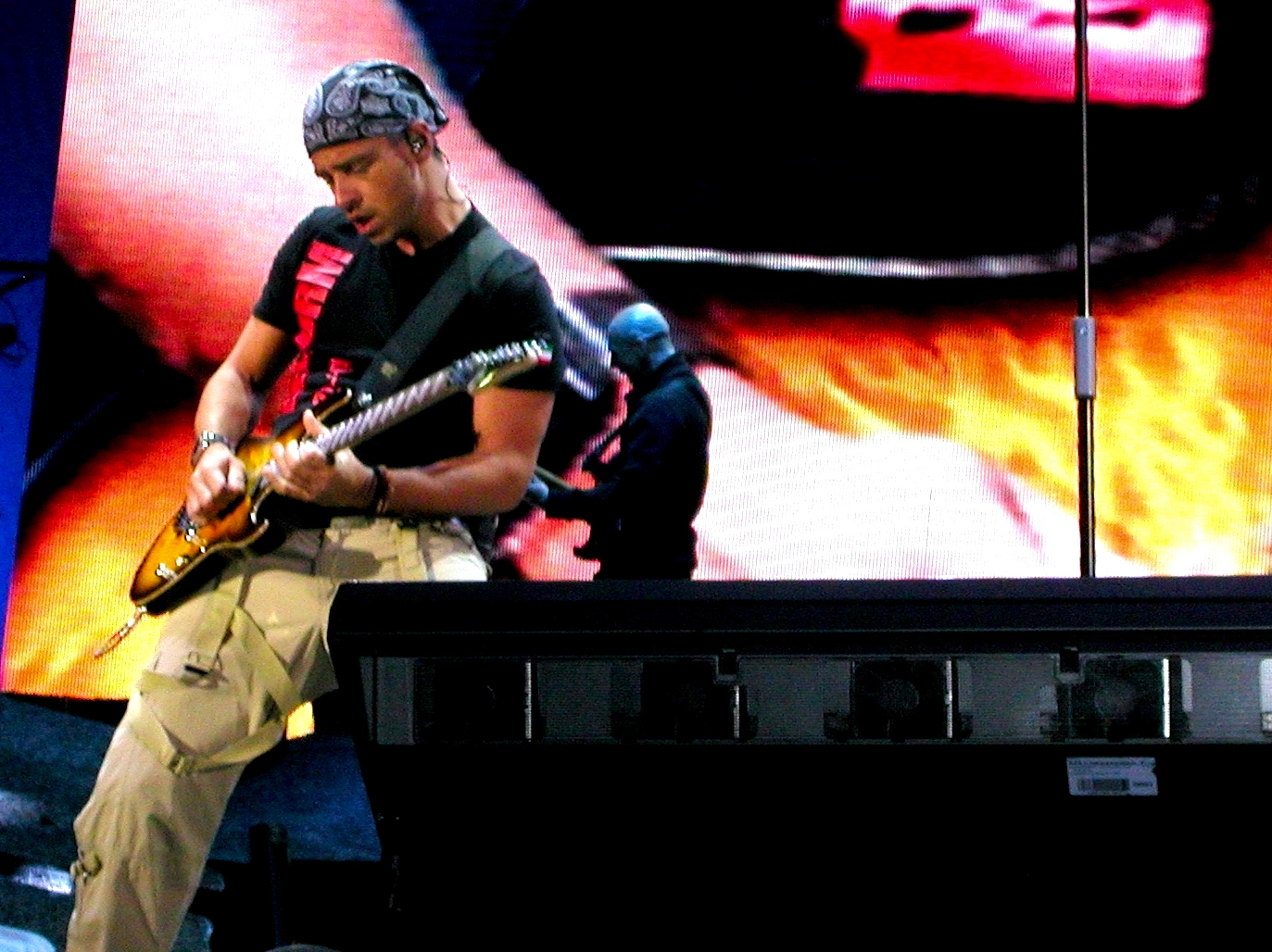
Eros Ramazzotti vende oltre un milione di copie in Italia con il disco di inediti Calma apparente

L'album che nel 2005 ha passato più tempo in cima alla classifica di vendita è TuttoMax di Max Pezzali e 883 (10 settimane consecutive).